# Goephanes mediovittatus
Goephanes mediovittatus là một loài bọ cánh cứng trong họ Cerambycidae.